# 帕瑙
帕瑙（西班牙語：Panao），是秘魯的城鎮，位於該國中部瓦努科大區，處於瓦亞加河右岸，是帕奇特阿省的首府，2007年人口3,710，居民主要使用奇楚瓦語和西班牙語。